# Calomicrus azureus
Calomicrus azureus is een keversoort uit de familie bladkevers (Chrysomelidae). De wetenschappelijke naam van de soort werd in 1884 gepubliceerd door Léon Marc Herminie Fairmaire.